# Moeka Kiryū
Moeka Kiryū (桐生萌郁?, Kiryū Moeka) è un personaggio dell'anime e videogioco Steins;Gate.

## Aspetto e carattere
Capelli lunghi, ha 20 anni. Una ragazza asociale che non riesce a parlare preferendo utilizzare i messaggi del cellulare anche quando la persona con cui vorrebbe scambiare i pensieri si trova di fronte a lei. Ossessionata da FB.

## Storia
Stava per suicidarsi gettandosi dal cornicione di un palazzo quando il suo cellulare squilla, un messaggio lasciato da questo fantomatico personaggio denominato FB. Da allora associa a quel soprannome una sorta di madre e fa ogni cosa le venga chiesto. Va alla ricerca del computer IBM 5100 incontrando casualmente Rintarō Okabe, uno scienziato che ha scoperto un metodo per viaggiare nel tempo attraverso l'invio di messaggi. Lui per aiutarla ne troverà uno che utilizzerà per le sue ricerche. La donna entrerà nel gruppo di ricerche di Okabe diventandone membro e quando le verrà offerto di inviare un messaggio indietro nel tempo ingannerà i presenti fingendo di chiedere di cambiare cellulare alla sua identità passata mentre invece informerà la se stessa di dove potrà trovare il computer che cercava rubandolo prima che Okabe lo trovi.
FB in realtà lavora per la SERN, organizzazione che deve mantenere segreto ogni tentativo di viaggiare nel tempo, per questo chiederà alla donna di attaccare il gruppo catturandoli, mentre ucciderà una dei componenti del team Mayuri Shiina in quanto inutile ai fini della ricerca, una ragazza tranquilla che l'aveva accolta come un'amica. Giunge in aiuto Suzuha Amane abile soldato amica del gruppo ma è troppo tardi.
Okabe, grazie al tempo guadagnato, utilizza la macchina del tempo che aveva inventato poco prima, perfezionando il lavoro precedente ora poteva inviare i propri ricordi nel passato, cercando più volte di salvare la vita alla sua amica, ma ogni volta giungeva Moeka e si finiva con la morte di Mayuri. Grazie all'aiuto dell'assistente dello scienziato Kurisu Makise comprendono che l'unico modo per salvare la vita alla ragazza è cancellare dal tempo l'invio di quei messaggi denominati D-mail. Quando si dovrà cancellare il messaggio di Moeka Okabe la scoprirà morta, suicidata perché non riceveva informazioni dalla sua amata FB, viaggiando indietro nel tempo la trova ancora in vita, dopo una furibonda colluttazione fra i due riesce ad inviare dei messaggi dal cellulare della ragazza indietro nel tempo, ma gli effetti del primo non svaniscono. Si comprende che l'unica persona che possa far cambiare idea a Moeka del passato sia proprio FB e quindi si parte alla ricerca della sua identità, trovandola in un vicino di casa che scherzosamente Rintaro chiamava Mister Braun. L'uomo comprendendo il fallimento della sua missione uccide Moeka e poi rivolge la pistola contro se stesso sparando. L'invio del messaggio dal cellulare di FB cancella il passato, e al termine della storia ritroviamo i due amici, e la ragazza lavorare al negozio di FB.